# Mikroregion Alfenas

Mikroregion Alfenas

Mikroregion Alfenas – mikroregion w brazylijskim stanie Minas Gerais należący do mezoregionu Sul e Sudoeste de Minas.

## Gminy
- Alfenas
- Alterosa
- Areado
- Carmo do Rio Claro
- Carvalhópolis
- Conceição da Aparecida
- Divisa Nova
- Fama
- Machado
- Paraguaçu
- Poço Fundo
- Serrania